# バンキンテル
バンキンテル（スペイン語: Bankinter, S.A.）は、スペイン・マドリードに本部を置き、銀行業を中心に事業を展開する金融サービス企業。マドリード証券取引所上場企業（BMAD: BKT）。

## 沿革
1965年6月、サンタンデール銀行とバンク・オブ・アメリカが50％ずつ出資する合弁企業として設立された。社名はBanco Intercontinental Españolの略に由来しており、初期はスペイン国内の工業発展を支援する産業銀行としての事業を行っていたが、1972年に株式上場企業となり、商業銀行へ転換した。1996年にネットバンキング事業を開始、2009年にロイヤルバンク・オブ・スコットランドからスペイン国内の保険事業を買収した。
2015年にバークレイズのポルトガルでの銀行業を買収した。2019年、スペイン北西部を中心に事業を行うネット銀行のEVO Bancoを買収し傘下に置いた。2024年、EVO Bancoのバンキンテルへのブランド統合が発表された。またアイルランドではAvant Moneyのブランド名で住宅ローンおよび消費者金融事業を行ってきたが、ネット銀行への参入を発表した。